# Omphalos-hypotesen
Omphalos-hypotesen har fått sitt namn från boken Omphalos av Philip Henry Gosse.
Hypotesen går ut på att jorden måste ha varit fullt fungerande redan vid skapelsen och att Gud därför skapade träd med årsringar och att Adam och Eva hade hår, naglar och navlar (omphalos är grekiska för "navel"). Gosse menar därför att inga bevis för jorden och universums åldrande kan anses pålitliga.

## Varianter

### 5-minutershypotesen
5-minutershypotesen, som först föreslogs av Bertrand Russell, hävdar att universum skapades för fem minuter sedan. Det innebär att allting som finns, inklusive levande organismer, är högst fem minuter gammalt. Det är ett exempel på hur man kan vidhålla filosofisk skepticism med avseende på minneskunskaper.

## Kritik
Hypotesen är inte en vetenskaplig teori eftersom den inte är falsifierbar (vad man än hittar är det bara säga att "gud gjorde det för att det skulle se ut så!")
Ett av syftena med religionen Det flygande spaghettimonstret är att peka på Omphalos-hypotesens orimlighet.